# قاسم كافي
قاسم كافي (1945 - 2018)، هو مغني وملحن شعبي تونسي. ورمز من رموز الأغنية التونسية ومن أبرز الفنانين الذين ذاع صيتهم في أداء الفلكلور التونسي، ساهم في المحافظة على الموروث الغنائي والثقافي التونسي.

## حياته
ولد قاسم كافي بمدينة صفاقس يوم 5 أغسطس 1945. بدأ رحلته الفنية في سن مبكرة في صفاقس قبل أن يستقر في تونس العاصمة، ويلتحق بالمجموعة الصوتية للفرقة الوطنية للإذاعة التونسية بقيادة المايسترو عبد الحميد بنعلجية. وتميز في أداء الفلكلور التونسي، كما ساهم في المحافظة على الموروث الغنائي والثقافي التونسي، مما حقق له شهرة كبيرة فأصبحت أغانيه حاضرة في معظم حفلات الزفاف. وقدم نحو 600 أغنية بين أداء وتلحين، ومن أشهر أغانيه «هالكمون منين»، و«يا طبق الورد»، و«لليري ياما»، و«يا صالح يا صالح»، و«على بنت الخالة». كما لحن للعديد من المطربين والمطربات في تونس، منهم منية البجاوي وعلياء بلعيد.

## وفاته
توفيَ فجر اليوم الخميس 15 نوفمبر 2018 بعد صراع مع المرض عن عمر يناهز 73 سنة. وري جثمانه الثرى يوم الجمعة عقب صلاة الظهر في مقبرة الجلاز بالعاصمة تونس.

## وصلات خارجية
- قاسم كافي على موقع ميوزك برينز (الإنجليزية)

- (العرب اليوم): الموت يغيّب الفنان قاسم كافي
- (سكاي نيوز عربية): رحيل المغني والملحن التونسي قاسم كافي